# Domingo Savio (Distrito Nacional)

Domingo Savio es un sector urbano ubicado en la ribera norte del río Ozama, en el Distrito Nacional, República Dominicana. Este barrio forma parte de la circunscripción número 3 de la ciudad de Santo Domingo y se compone de dos sectores tradicionales: Los Guandules y La Ciénaga. Domingo Savio ha sido históricamente una de las zonas más vulnerables de la capital dominicana en términos sociales, económicos y ambientales.
El nombre del sector hace referencia a San Domingo Savio, un joven italiano canonizado por la Iglesia Católica, conocido por su vida piadosa y su cercanía con San Juan Bosco, lo que refleja la influencia religiosa en la denominación de espacios urbanos en el país.

## Historia
El origen del barrio Domingo Savio se remonta a mediados del siglo XX, cuando familias de escasos recursos comenzaron a asentarse de manera informal en terrenos cercanos al río Ozama. Estas comunidades fueron creciendo progresivamente sin planificación urbana, generando un entorno denso y precario. Inicialmente divididos en dos sectores —Los Guandules y La Ciénaga—, ambos fueron conocidos por sus altos índices de pobreza, falta de servicios básicos y vulnerabilidad ante fenómenos naturales como inundaciones.
El nombre “Domingo Savio” se popularizó a partir de intervenciones sociales y religiosas impulsadas por la Iglesia Católica en la zona, en honor a San Domingo Savio, un joven discípulo de Don Bosco conocido por su vida ejemplar. A pesar de que los nombres tradicionales de los sectores aún son usados por los residentes, las autoridades y organismos internacionales han adoptado el término Domingo Savio como denominación oficial para el conjunto.
En 2017, el Gobierno dominicano lanzó el Plan de Reurbanización de Domingo Savio, un ambicioso proyecto encabezado por la Unidad Ejecutora para la Readecuación de Barrios y Entornos (URBE). El plan contempló el saneamiento del entorno, reubicación de familias en zonas seguras y la construcción de infraestructuras urbanas como calles, aceras, drenajes, centros comunitarios y espacios públicos. La primera etapa del plan implicó el desalojo de cientos de familias de las riberas del río, con el objetivo de devolverle al Ozama su borde natural y evitar futuras pérdidas humanas y materiales por inundaciones.

## Economía
La economía de Domingo Savio ha estado tradicionalmente dominada por la informalidad, reflejo de las condiciones de exclusión socioeconómica que han afectado históricamente a esta comunidad. La mayor parte de los residentes genera sus ingresos a través de actividades informales, como el comercio ambulante, pequeños colmados, ventas desde el hogar, salones de belleza, talleres de mecánica, servicios de motoconcho y reciclaje de materiales. Estas iniciativas, aunque precarias en términos de estabilidad y derechos laborales, representan la principal fuente de sustento para miles de familias en el sector.
La limitada presencia de empleo formal, la falta de acceso al crédito y la escasa cobertura de políticas públicas de apoyo a emprendedores han dificultado el desarrollo económico sostenible de la zona. Sin embargo, la economía local se caracteriza por su dinamismo y capacidad de adaptación, lo que ha permitido la subsistencia de muchas familias a lo largo de generaciones.
Con la puesta en marcha del proyecto “Nuevo Domingo Savio”, impulsado por el Gobierno dominicano a través de la Unidad Ejecutora para la Readecuación de Barrios y Entornos (URBE), se ha comenzado a transformar parte del tejido económico del barrio. Este plan contempla, entre otros aspectos, la creación de espacios comerciales más organizados, la mejora del acceso vial y peatonal, y la habilitación de infraestructura básica que permite el desarrollo de actividades productivas en condiciones más dignas.
Además, se han promovido procesos de reubicación y formalización de negocios, junto con programas de capacitación técnica, dirigidos especialmente a jóvenes y mujeres. Aunque los cambios aún se encuentran en fase de implementación y sus impactos totales están por evaluarse, el Nuevo Domingo Savio representa una oportunidad significativa para fomentar una economía barrial más estructurada, inclusiva y resiliente.

## Características
El barrio Domingo Savio posee una identidad urbana y comunitaria compleja, producto de décadas de desarrollo espontáneo, exclusión estructural y procesos de resistencia social. Su evolución ha estado marcada por la autoconstrucción, la informalidad y la organización comunitaria, dando lugar a un entorno con dinámicas particulares que lo distinguen del resto del Distrito Nacional. Estas condiciones han generado una serie de rasgos que definen su realidad actual y explican tanto sus desafíos como sus fortalezas. Entre ellas se encuentran la:
Alta densidad poblacional
Domingo Savio se caracteriza por su alta densidad poblacional, producto del crecimiento desordenado y la ocupación de terrenos sin planificación urbana formal. Las viviendas están construidas muy próximas entre sí, a menudo compartiendo paredes o con espacios mínimos entre una y otra, lo que genera limitaciones en términos de ventilación, iluminación natural y acceso a servicios básicos. Esta cercanía física también se traduce en un uso intensivo del espacio urbano, dificultando la movilidad y aumentando la presión sobre la infraestructura existente.
Economía informal predominante
La economía de Domingo Savio se sostiene principalmente en el sector informal. En las calles del barrio es común encontrar vendedores ambulantes, colmados, salones de belleza, talleres de mecánica, recicladores informales y otros pequeños negocios que funcionan desde las propias viviendas. Esta actividad informal representa una fuente esencial de ingresos para la mayoría de las familias, aunque también implica condiciones laborales precarias, falta de seguridad social y escaso acceso al crédito formal. A pesar de ello, la economía informal ha generado redes de intercambio local dinámicas y resilientes.
Vulnerabilidad ambiental
Debido a su ubicación en la ribera del río Ozama, Domingo Savio ha enfrentado históricamente una alta vulnerabilidad ambiental, especialmente ante inundaciones provocadas por lluvias intensas o crecidas del río. Muchos sectores del barrio fueron construidos en zonas de riesgo, sin obras de drenaje pluvial adecuadas ni protección contra fenómenos naturales. En los últimos años, con la ejecución del Plan de Reurbanización, se han implementado medidas de mitigación como la reubicación de familias en áreas seguras, la construcción de bordes protectores y la restauración de la vegetación ribereña. Sin embargo, persisten desafíos estructurales que requieren atención sostenida.
Tejido social fuerte
A pesar de sus dificultades, Domingo Savio cuenta con un tejido social notablemente fuerte. Las relaciones entre vecinos, el sentido de pertenencia y las prácticas de ayuda mutua son elementos fundamentales que han permitido a la comunidad enfrentar crisis recurrentes. Organizaciones de base, iglesias, juntas de vecinos, colectivos juveniles y grupos de mujeres desempeñan un papel activo en la articulación de demandas sociales, promoción de la educación, prevención de la violencia y organización de actividades culturales. Además, proyectos de desarrollo apoyados por ONGs y agencias de cooperación han fortalecido estas estructuras, incrementando la capacidad organizativa del barrio y promoviendo procesos de transformación desde adentro.